# 우즈베키스탄 숨

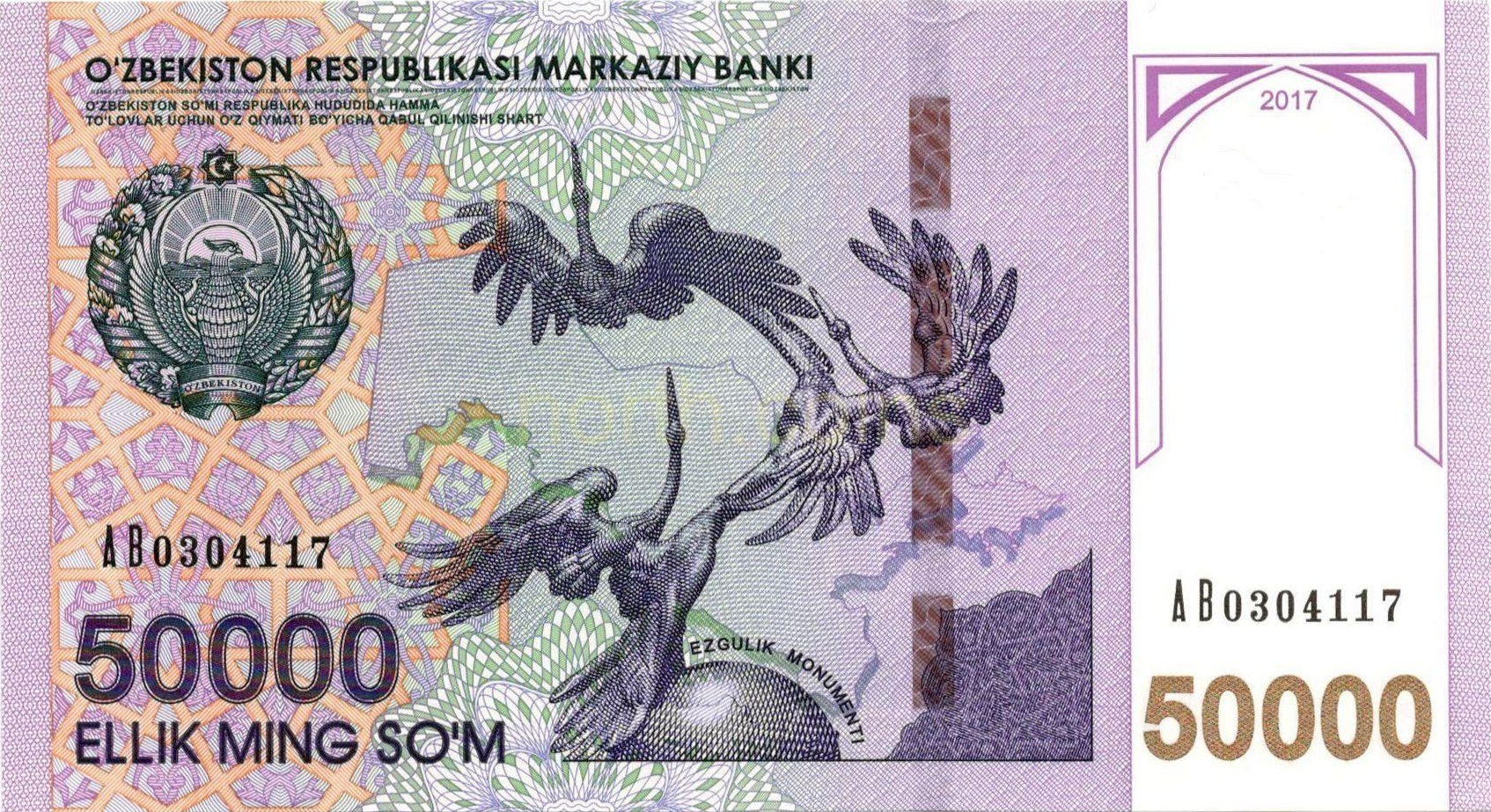

우즈베키스탄 숨(우즈베크어: so‘m/ сўм 솜)은 우즈베키스탄의 화폐이다. 1 우즈베키스탄 숨은 100 티옌이다.
5000 OS = 1 NS로 하고 ISO 4217 부호도 UZM으로 변경 예정이다.

## 기원
소비에트 연방 시절에, 카자흐족, 우즈베크족들은 루블을 숨이라고 불렀다. 숨이란 단어의 의미는 카자흐어, 위구르어, 우즈베크어와 다른 투르크계 언어에서 유래되었다.

## 같이 보기
- 우즈베키스탄의 경제